# Grande-Bretagne post-romaine
 (30 octobre 2018).
Améliorez-le ou discutez des points à vérifier. 

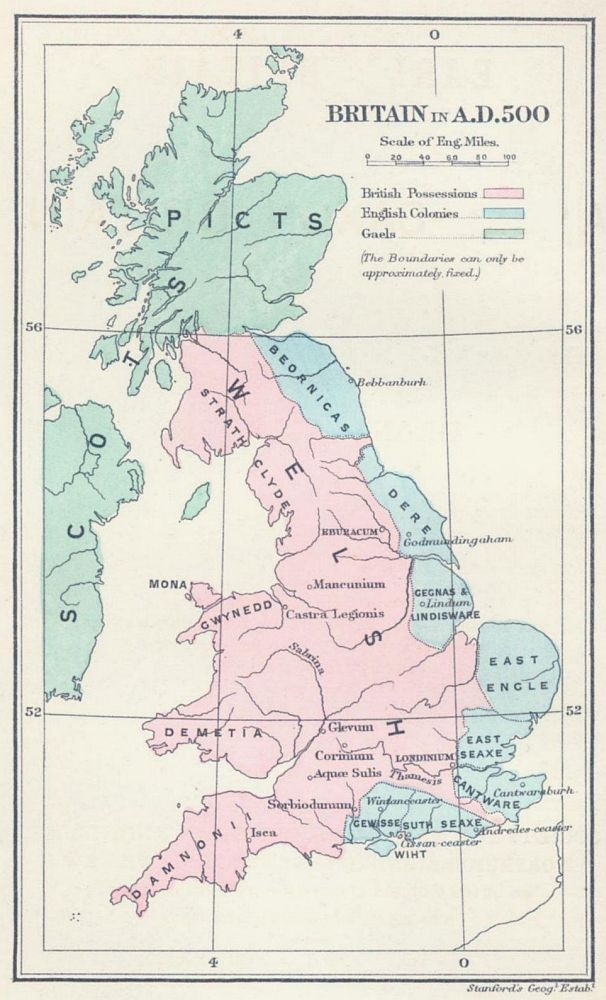
Carte de l'Angleterre vers 500.

La Grande-Bretagne post-romaine est une période de transition dans l'histoire de l'Angleterre et du pays de Galles qui s'étend à cheval sur la fin de l'Antiquité et le début du Moyen Âge. L'expression anglaise Sub-Roman Britain est employée au premier chef dans un contexte archéologique, pour désigner la culture matérielle des habitants de la Grande-Bretagne dans l'Antiquité tardive.
L'histoire de cette période est mal connue, faute de sources écrites. Elle est marquée par le départ de la Bretagne romaine des légions de l'empire d'Occident, au début du Ve siècle, et l'arrivée de peuples germaniques, les Anglo-Saxons, qui prennent progressivement le contrôle de la majeure partie de l'Angleterre. Les Bretons insulaires sont quant à eux lentement repoussés vers le nord et vers l'ouest.

## Terminologie et limites
En anglais, l'expression Sub-Roman Britain désigne traditionnellement la période de l'histoire de l'Angleterre et du pays de Galles qui s'étend entre le début du Ve siècle et la fin du VIe siècle. Ni le début, ni la fin de cette période ne sont délimités par des bornes claires. Plusieurs événements peuvent en marquer le début : la fin de l'importation de monnaies romaines en 402, la rébellion de l'usurpateur Constantin III en 407, la rébellion de 409 ou le rescrit d'Honorius en 410,. De la même manière, l'arrivée de la mission grégorienne dans le Kent, en 597, constitue une borne finale possible, mais la culture post-romaine se perpétue plus longtemps dans certaines régions, notamment dans l'Ouest de l'Angleterre et au pays de Galles.
Cette période peut également être décrite comme appartenant à l'Antiquité tardive (Late Antiquity) ou au haut Moyen Âge (Early Middle Ages), selon que l'accent est mis sur la continuité avec la période précédente (l'Antiquité) ou suivante (le Moyen Âge). Dans la culture populaire, on trouve également les expressions « âge sombre » (Dark Ages) ou « âge du roi Arthur » (The Age of Arthur, titre d'un ouvrage de l'historien John Morris).

## Sources

### Les textes
Il subsiste très peu de documents écrits de cette période. Pour en reconstituer l'histoire, il est donc nécessaire de se tourner vers des textes plus éloignés dans le temps et dans l'espace.
Les deux principales sources contemporaines et britanniques sont la Confession de saint Patrick et le De excidio et conquestu Britanniae du moine Gildas. La Confession de Patrick, ainsi que sa lettre à Coroticus, révèlent quelques aspects de la vie quotidienne en Grande-Bretagne et éclairent la situation du christianisme à l'époque. Le De excidio est ce qui se rapproche le plus d'une source historique, mais il s'agit avant tout d'un document à visée polémique : Gildas fustige les rois de son époque, interprétant les invasions saxonnes comme le châtiment divin de leurs péchés. Dans cette optique, il se livre clairement à un travail de sélection d'informations afin de ne retenir que celles qui soutiennent son propos. La section purement historique de son pamphlet est brève, ne donne aucune date absolue et présente des erreurs factuelles indiscutables, comme sa version de l'histoire des murs d'Hadrien et d'Antonin. En prenant en compte ses limites, le De excidio offre néanmoins une idée des différents royaumes qui se partageaient la Grande-Bretagne au moment de sa rédaction. Il illustre également la manière dont un moine lettré pouvait percevoir la situation du conflit entre Bretons et Anglo-Saxons.
Il existe davantage de sources continentales contemporaines qui mentionnent la Grande-Bretagne, mais elles sont encore plus problématiques. La plus célèbre est le Rescrit d'Honorius, texte dans lequel l'empereur d'Occident Honorius demande aux civitates britanniques de se charger de leur propre défense. Cependant, ce texte n'est mentionné pour la première fois qu'au VIe siècle par l'historien byzantin Zosime, dans le contexte d'une description de l'Italie du Sud qui ne parle pas par ailleurs de la Grande-Bretagne. La majeure partie des chercheurs modernes considère donc que ce texte ne fait pas référence aux Bretons, mais à la Calabre, appelée Bruttium en latin,,,. La Chronica Gallica de 452 et la Chronica Gallica de 511 indiquent abruptement que « la Grande-Bretagne, abandonnée par les Romains, tomba entre les mains des Saxons ». Elles offrent également des informations sur la (ou les) visite(s) en Grande-Bretagne de saint Germain, mais ces textes ont été tout autant remis en question que le Rescrit d'Honorius,. Un autre historien byzantin du VIe siècle, Procope de Césarée, fait également allusion à la Grande-Bretagne dans ses écrits, mais l'exactitude de ses propos est douteuse.
De nombreux textes rédigés plusieurs siècles après les faits prétendent en donner une description exacte. Le premier chroniqueur à s'y essayer est le moine Bède le Vénérable, au début du VIIIe siècle. Le récit de la période post-romaine qu'il fait dans son Histoire ecclésiastique du peuple anglais s'appuie en grande partie sur celui de Gildas, dont il essaie de dater les événements. Sa vision est fortement anti-bretonne. Parmi les textes ultérieurs, la Chronique anglo-saxonne (qui présente également un biais anti-breton), l'Historia Brittonum attribuée à Nennius et les Annales Cambriae mélangent l'histoire et le mythe et doivent être considérées avec prudence. Après la conquête normande de l'Angleterre, de nombreux chroniqueurs s'essaient à relater l'histoire de la période post-romaine en suivant le modèle de Geoffroy de Monmouth avec son Historia regum Britanniae qui mélange allègrement les faits, les légendes et les inventions de Geoffroy lui-même.

### L'archéologie

#### Forces et limites des sciences auxiliaires de l'Histoire
| L'habitat rural breton au Haut Moyen Âge se distingue peu de l'habitat de l'âge du fer, surtout dans les zones de faible romanisation. Malgré l'utilisation de pierres sèches et la permanence de quelques villae romaines, les maisons rondes et les forteresses à talus refont massivement leur apparition (sites de Gwithian ou Pant-y-Saer) avec en parallèle l'abandon rapide des cités. Quant aux ressources numismatiques, la répartition des pièces de monnaie romaines retrouvées en Grande-Bretagne correspond sans surprise aux zones les plus fortement romanisées.(Image de gauche : schéma à étapes du bâti d'une roundhouse à Bradbury. Image au centre : reconstitution d'une roundhouse sur le site archéologique de Brigantium. Image de droite : carte des découvertes de numéraire sur toute la période romaine en Grande-Bretagne.)  |  | L'habitat rural breton au Haut Moyen Âge se distingue peu de l'habitat de l'âge du fer, surtout dans les zones de faible romanisation. Malgré l'utilisation de pierres sèches et la permanence de quelques villae romaines, les maisons rondes et les forteresses à talus refont massivement leur apparition (sites de Gwithian ou Pant-y-Saer) avec en parallèle l'abandon rapide des cités. Quant aux ressources numismatiques, la répartition des pièces de monnaie romaines retrouvées en Grande-Bretagne correspond sans surprise aux zones les plus fortement romanisées.(Image de gauche : schéma à étapes du bâti d'une roundhouse à Bradbury. Image au centre : reconstitution d'une roundhouse sur le site archéologique de Brigantium. Image de droite : carte des découvertes de numéraire sur toute la période romaine en Grande-Bretagne.) |  | L'habitat rural breton au Haut Moyen Âge se distingue peu de l'habitat de l'âge du fer, surtout dans les zones de faible romanisation. Malgré l'utilisation de pierres sèches et la permanence de quelques villae romaines, les maisons rondes et les forteresses à talus refont massivement leur apparition (sites de Gwithian ou Pant-y-Saer) avec en parallèle l'abandon rapide des cités. Quant aux ressources numismatiques, la répartition des pièces de monnaie romaines retrouvées en Grande-Bretagne correspond sans surprise aux zones les plus fortement romanisées.(Image de gauche : schéma à étapes du bâti d'une roundhouse à Bradbury. Image au centre : reconstitution d'une roundhouse sur le site archéologique de Brigantium. Image de droite : carte des découvertes de numéraire sur toute la période romaine en Grande-Bretagne.) |
| L'habitat rural breton au Haut Moyen Âge se distingue peu de l'habitat de l'âge du fer, surtout dans les zones de faible romanisation. Malgré l'utilisation de pierres sèches et la permanence de quelques villae romaines, les maisons rondes et les forteresses à talus refont massivement leur apparition (sites de Gwithian ou Pant-y-Saer) avec en parallèle l'abandon rapide des cités. Quant aux ressources numismatiques, la répartition des pièces de monnaie romaines retrouvées en Grande-Bretagne correspond sans surprise aux zones les plus fortement romanisées. (Image de gauche : schéma à étapes du bâti d'une roundhouse à Bradbury. Image au centre : reconstitution d'une roundhouse sur le site archéologique de Brigantium. Image de droite : carte des découvertes de numéraire sur toute la période romaine en Grande-Bretagne.) |  | |  | |

L'archéologie complète les sources écrites pour reconstituer cette période. Elle donne à penser que le dépeuplement des villes romaines et le développement du système des villas et grands domaines terriens débute dès le IVe siècle. La vie urbaine, imposée de manière artificielle par les Romains, connaît une rupture profonde aux Ve et VIe siècles à laquelle n'échappent qu'une poignée de sites, parmi lesquels Londinium, Eboracum, Cantorbéry, Wroxeter et peut-être Cambridge. La discontinuité dans l'institution épiscopale, principal moteur de la survie des villes de Gaule, constitue une preuve supplémentaire de cette rupture. Le système des villas semble avoir lui aussi disparu, peut-être dès les incursions pictes de 367-368 : leurs noms ne se perpétuent pas jusqu'à la période germanique, contrairement à ce qu'on observe en Gaule.
Les datations sont la principale limite de l'archéologie. La datation par le carbone 14 peut fournir des estimations, mais elle n'est pas assez précise pour associer des artéfacts à des événements historiques. La dendrochronologie est plus précise, mais les morceaux de bois susceptibles d'être analysés sont très rares. Elle suggère néanmoins que le climat devient plus froid et plus humide vers cette période, avec notamment un refroidissement significatif vers 535-536 qui contribue peut-être à diminuer les rendements agricoles, avec des conséquences démographiques significatives. En règle générale, les pièces de monnaie sont un bon moyen de datation, mais ce n'est pas le cas pour la Grande-Bretagne post-romaine où il semble qu'aucune nouvelle frappe n'ait été mise en circulation après le tout début du Ve siècle.

#### Continuité d'un habitat celtique?
Durant la période post-romaine, la pierre est généralement abandonnée comme matériau de construction au profit d'autres matériaux moins durables mais bien plus aisés à travailler, et ne nécessitant pas de compétences pointues particulières, mais les artéfacts classiques des sites archéologiques du haut Moyen-Âge (broches, poteries et armes) subsistent. L'étude des pratiques funéraires, en particulier des objets retrouvés dans les tombes, joue un rôle important dans la compréhension des identités culturelles, et en particulier de l'impact religieux. L'archéologie témoigne d'une persistance partielle de l'éducation romaine, du commerce méditerranéen, surtout sur le site cornouaillais de Tintagel où l'on a retrouvé des poteries méditerranéennes, et de l'art celte.
Les fouilles de lieux habités, qu'il s'agisse de collines fortifiées, de castra ou de monastères, témoignent de possibles changements des structures sociales, mais aussi de la manière dont la vie semble s'être poursuivie à l'identique dans certaines zones. Les collines fortifiées de l'âge du fer ont apparemment été réoccupées durant cette période, à l'image de Cadbury Hill ou de Dinas Powys, qui présente des traces de travail du métal. Les forts de la côte saxonne, anciens bastions du Littus saxonicum sont d'autres lieux importants de cette période. L'archéologie environnementale a quant à elle permis de mettre en évidence continuité et changements dans les pratiques agricoles durant la période post-romaine.
Quelques sites archéologiques témoignent de la cohabitations d'Anglo-Saxons et de Bretons. Le cimetière de Wasperton, dans le Warwickshire, permet de retracer l'adoption progressive de la culture anglo-saxonne par une famille sur plusieurs générations.

### La linguistique

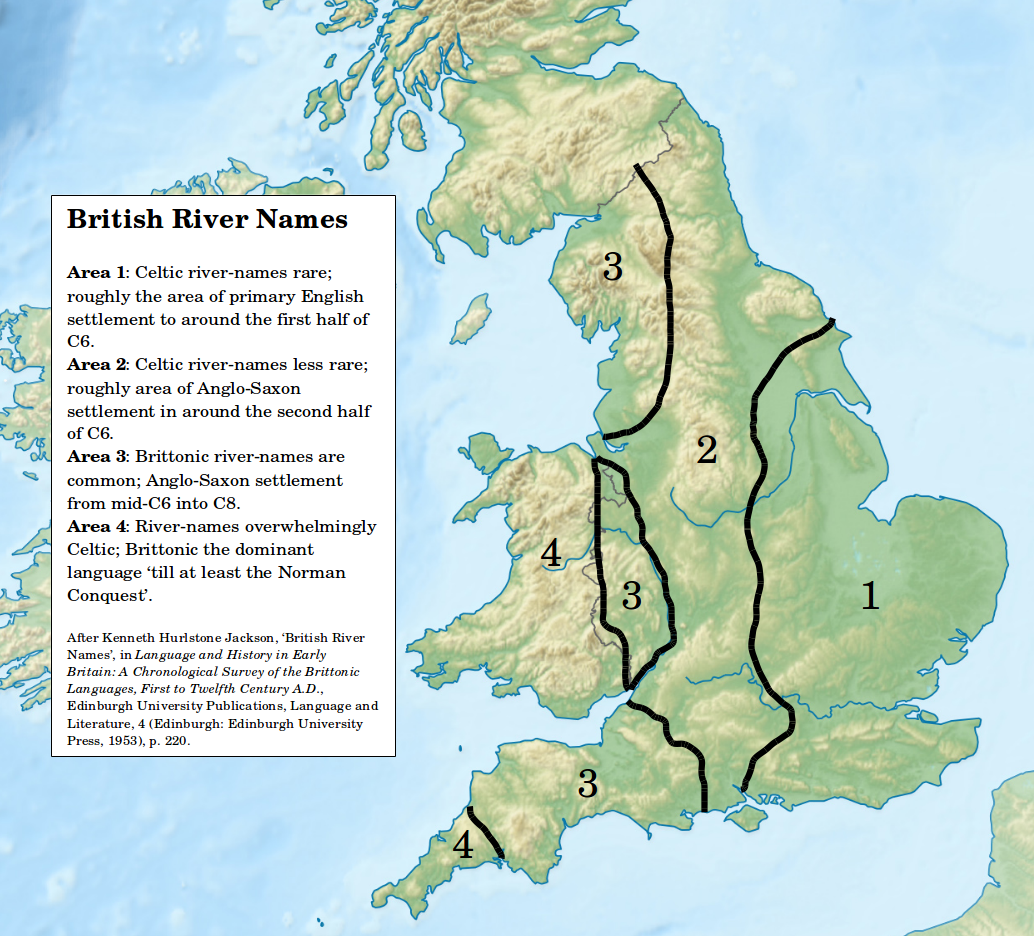
Répartition des noms de cours d'eau d'origine celtique.

La linguistique est un outil utile pour analyser les cultures et, dans une certaine mesure, les liens politiques. Dans son Histoire ecclésiastique du peuple anglais, achevée en 731, Bède le Vénérable affirme qu'à son époque, cinq langues sont parlées en Grande-Bretagne : « celle des Angles, des Bretons, des Scots, des Pictes et le latin ». Le latin reste utilisé à l'écrit, mais son usage oral n'est pas assuré. Les autres langues suggèrent des contacts entre Pictes, Bretons et Anglo-Saxons, bien que le vieil anglais ne présente que peu de traces de contact linguistique.
La toponymie contribue également à la reconstitution de l'histoire linguistique d'une région. Dans la majeure partie de l'Angleterre, les toponymes d'origine celtique sont très rares, sauf en Cornouailles et en Cumbria. C'est dans l'est qu'ils sont le plus rares, autrement dit dans les régions colonisées en premier par les Anglo-Saxons, dont la culture et la langue auraient supplanté celles des Bretons en raison de leur domination politique et sociale. Les noms qui présentent une racine latine suggèrent une occupation continue tout au long de la période, tandis que les lieux nommés d'après des divinités germaniques correspondent peut-être à des lieux de culte païens. La continuité de la population bretonne peut être indiquée par la présence d'un toponyme d'origine celtique, ou bien par l'emploi de la racine anglo-saxonne wealh, qui désigne les Bretons en vieil anglais, comme dans le nom Walton.

## La fin de la Bretagne romaine

### Un effondrement de la romanisation? (383-410)

Boucliers de quelques unités tardives en Grande-Bretagne romaine (Invicti Iuniores, Taïfales, Secundani)
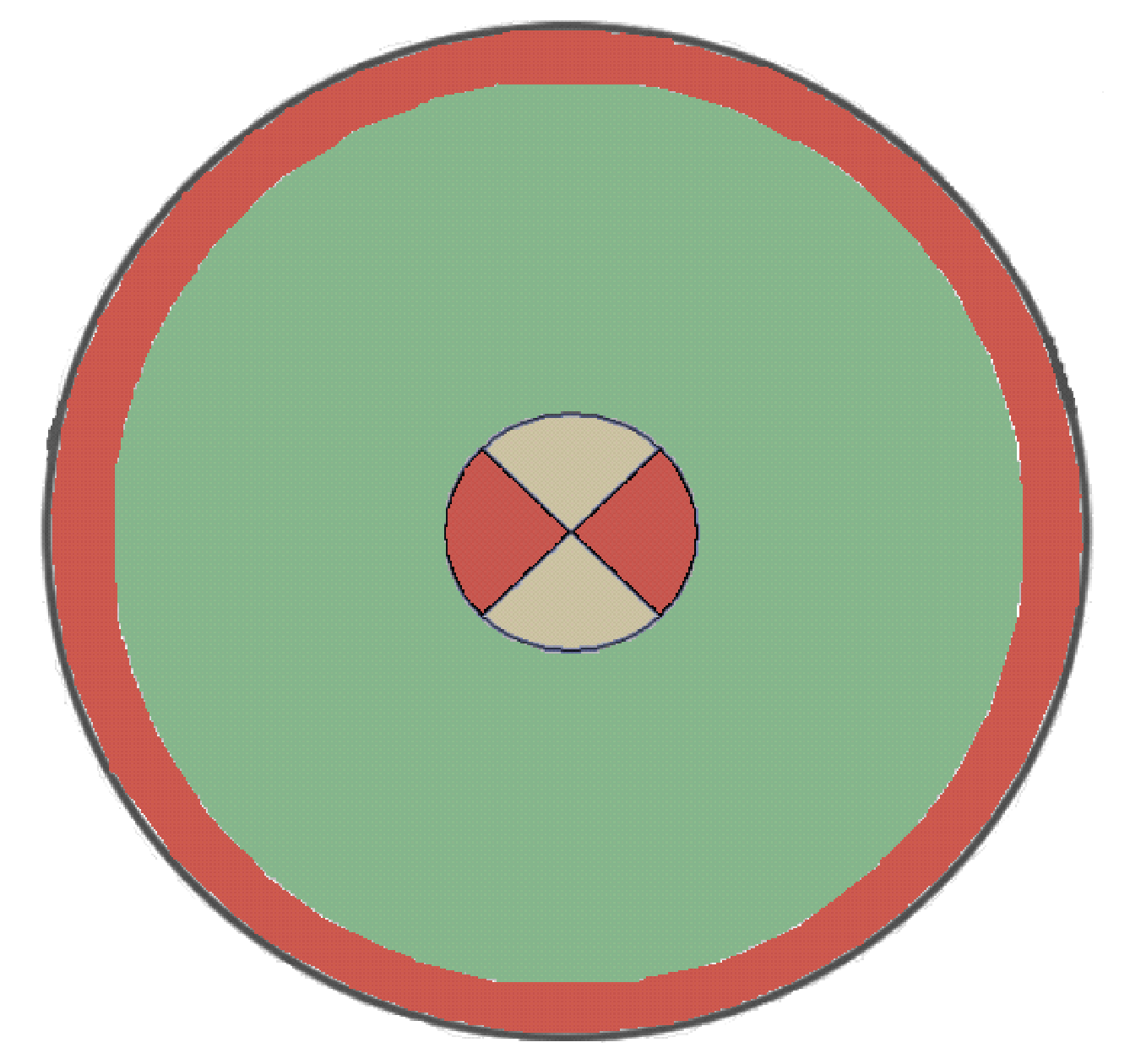
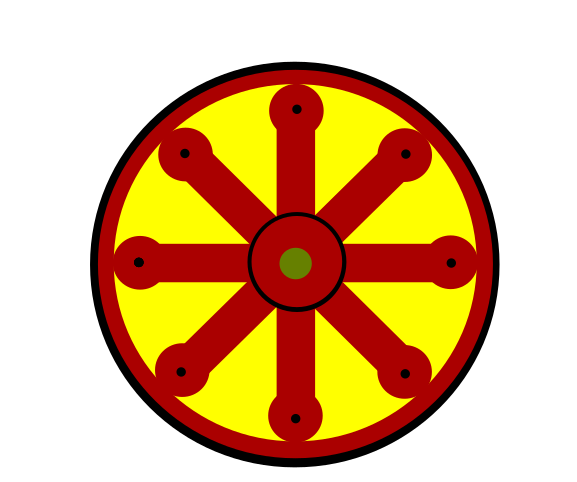

Au début du Ve siècle, la Grande-Bretagne fait partie de l'Empire romain d'Occident, gouverné par l'empereur Honorius. Des signes de déclin sont perceptibles et la province subit les raids des Irlandais, des Pictes et des Saxons : dans ces conditions, mais aussi en raison de l'affaiblissement de l'Empire face aux populations barbares qui fait perdre toute crédibilité à l'armée et aux généraux, les légions bretonnes remirent en jeu leur fidélité à de nombreuses reprises dans les siècles précédents en soutenant plusieurs usurpateurs aux destins divers. Si Carausius et Allectus finissent par échouer à la fin du IIIe siècle, l'usurpateur Constantin stabilise son autorité avec une telle assise qu'il est à l'origine de la restauration constantino-théodosienne qui "sauve" l'Empire de l'érosion pour un siècle. Le délitement qui s'annonce avec la partition impériale sous Théodose s'accentue en Bretagne avec d'autres usurpateurs : se succèdent ainsi Magnus Maximus et son fils Flavius Victor dans les années 380 puis Eugène dans les années 390. Tous ces prétendants à la pourpre, issus d'un contexte de crise économique doublée d'une crise politique, restèrent dans les mémoires en Bretagne sous l'aspect de rois héroïsés, personnages du folklore dont Geoffrey de Monmouth se fait l'écho plus de cinq siècles après dans l'historia regum Britanniae.
En 401, le généralissime d'origine vandale Stilicon renvoie une partie des effectifs des légions romaines pour défendre l'Italie contre les Goths d'Alaric. Les soldats qui restant cessent de recevoir leur solde en numéraire vers la même période : l'Europe sombre dans un tarissement de la monnaie qui va durer jusqu'au Moyen-Âge central. Les légions se révoltent en 406 et élisent une série d'empereurs (Marcus et Gratien et Constantin III). En 407, les comitatenses et probablement des corps de limitanei de l'armée de Bretagne passent en Gaule pour y contrer l'entrée de plusieurs peuples barbares à la suite du Passage du Rhin (406). Constantin III stoppe l'avancée des barbares mais est vaincu et exécuté avec son fils Constant en 411 par l'empereur légitime Honorius. Honorius semble avoir écrit aux villes de Grande-Bretagne pour leur dire de prendre en charge leur propre défense. Le retrait de la majeure partie des troupes romaines n'implique pas pour autant que la Grande-Bretagne est une province perdue : elle reste partie intégrante du monde culturel romain et ses habitants continuent à s'identifier comme tels.
Les causes de la fin de la domination romaine en Grande-Bretagne restent débattues par les historiens. Pour Wolfgang J. Mommsen, suivi par Simon Esmonde Cleary, c'est Rome qui a quitté la Grande-Bretagne : les troubles intérieurs et les menaces extérieures entraînent le retrait des troupes romaines, et l'effondrement du système impérial entraîne la fin de la présence romaine en Grande-Bretagne. Michael Jones propose une explication diamétralement opposée : selon lui, c'est la Grande-Bretagne qui a quitté Rome. Avec l'émergence de plusieurs usurpateurs et l'interruption du flot d'argent liquide de la capitale vers la province, la province en arrive à se révolter contre l'autorité impériale.
Les pillards germaniques commencent à s'établir durablement dans les vallées des fleuves de l'Est de la Grande-Bretagne au milieu du Ve siècle, même s'il n'est par à écarter qu'ils eussent été convertis en mercenaires par le système romain du foedus. Du côté breton, des guerres intestines semblent avoir éclaté suivant des lignes de fracture impossibles à déterminer. Elles opposent peut-être opposants et partisans de Rome, ou bien fidèles de l'Église et hérésiarques pélagiens, ou encore paysans et propriétaires terriens, à moins qu'il ne faille imaginer que de véritables coups d'État aient été menés par les élites urbaines. Stuart Laycock propose qu'il s'agisse de la résurgence des identités ethniques bretonnes. Quoi qu'il en soit, le gouvernement centralisé des provinces romaines laisse place à une série de royaumes querelleurs, centrés autour de potentats divers : grandes familles foncières, de décurions, de miliciens locaux ou de hauts fonctionnaires plus attachés à leur zone d'influence bretonne qu'à l'Empire. Malgré cette violence, les descriptions de Germain d'Auxerre suggèrent que la vie semble avoir continué de manière relativement inchangée dans les campagnes, de même que dans les villes (sous une forme beaucoup plus réduite qu'auparavant au vu de l'affaiblissement, voire l'extinction, de l'évergétisme et du grand commerce). Des réparations sont toutefois effectuées le long du mur d'Hadrien aux Ve et VIe siècles, ainsi qu'à Whithorn dans le Sud-Ouest de l'Écosse ; le fort de Birdoswald est même occupé jusqu'à la fin du VIe siècle. Néanmoins, la production agricole semble avoir sensiblement diminué, ce qui suggère une baisse de population.

### Constitution de royaumes (Ve s.)
| Région géographique | Nom                                              | Ville(s) capitale(s)                  | Dissolution    |  |
| ------------------- | ------------------------------------------------ | ------------------------------------- | -------------- |  |
| Nord (Hen Ogledd)   | Bryneich (Northumberland)                        | Din Guardi (Bamburgh)                 | c.600          |  |
| Nord (Hen Ogledd)   | Ebrauc (Nord du Yorkshire)                       | Cair Ebrauc (York)                    | c.560          |  |
| Nord (Hen Ogledd)   | Deira (Est du Yorkshire)                         | Petuaria (Brough), Derventio (Malton) | fin Ve siècle  |  |
| Nord (Hen Ogledd)   | Elmet (Sud-Ouest du Yorkshire)                   | Loidis (Leeds)                        | 627            |  |
| Nord (Hen Ogledd)   | Gododdin (Lothian)                               | Traprain Law, Din Eidyn (Édimbourg)   | c.640          |  |
| Nord (Hen Ogledd)   | Rheged (Cumbria et Lancashire)                   | Trusty's Hill ? Dunragit              | c.730          |  |
| Nord (Hen Ogledd)   | Strathclyde/Alt Clut (Cumberland et Westmorland) | Dumbarton, Govan                      | c.1030         |  |
| Pays de Galles      | Dyfed (Sud-Ouest)                                | Carmarthen                            | fin XIe siècle |  |
| Pays de Galles      | Ergyng (Sud-Est)                                 | Ariconium (Bury Hill)                 | IXe siècle     |  |
| Pays de Galles      | Glywysing (Sud)                                  | Cardiff                               | 1090           |  |
| Pays de Galles      | Gwent (Sud)                                      | Caerwent, Caerleon, Porth-is-Coed     | c.1070         |  |
| Pays de Galles      | Gwynedd (Nord-Ouest)                             | Chester, Deganwy                      | 1277           |  |
| Pays de Galles      | Powys (Est)                                      | Wroxeter, Pengwern                    | 1160           |  |
| Sud-Ouest           | Domnonée ( Devon et Cornouailles)                | Tintagel, Cadbury Castle, Exeter      | c.936          |  |

Une partie des Bretons migre vers l'Europe continentale, en Armorique (Bretagne) et en Gallaecia (Britonia). Les dates de ces migrations sont incertaines et s'étalent largement dans le temps, mais des études récentes suggèrent que l'émigration vers l'Armorique pourrait avoir débuté dès 300, sous l'impulsion de Rome, et s'être achevée vers 500, ce qui impliquerait qu'il ne s'agirait pas simplement d'une réaction à la poussée anglo-saxonne. Des liens perdurent d'ailleurs entre le sud-ouest de la Grande-Bretagne et l'Armorique tout au long de la période post-romaine.

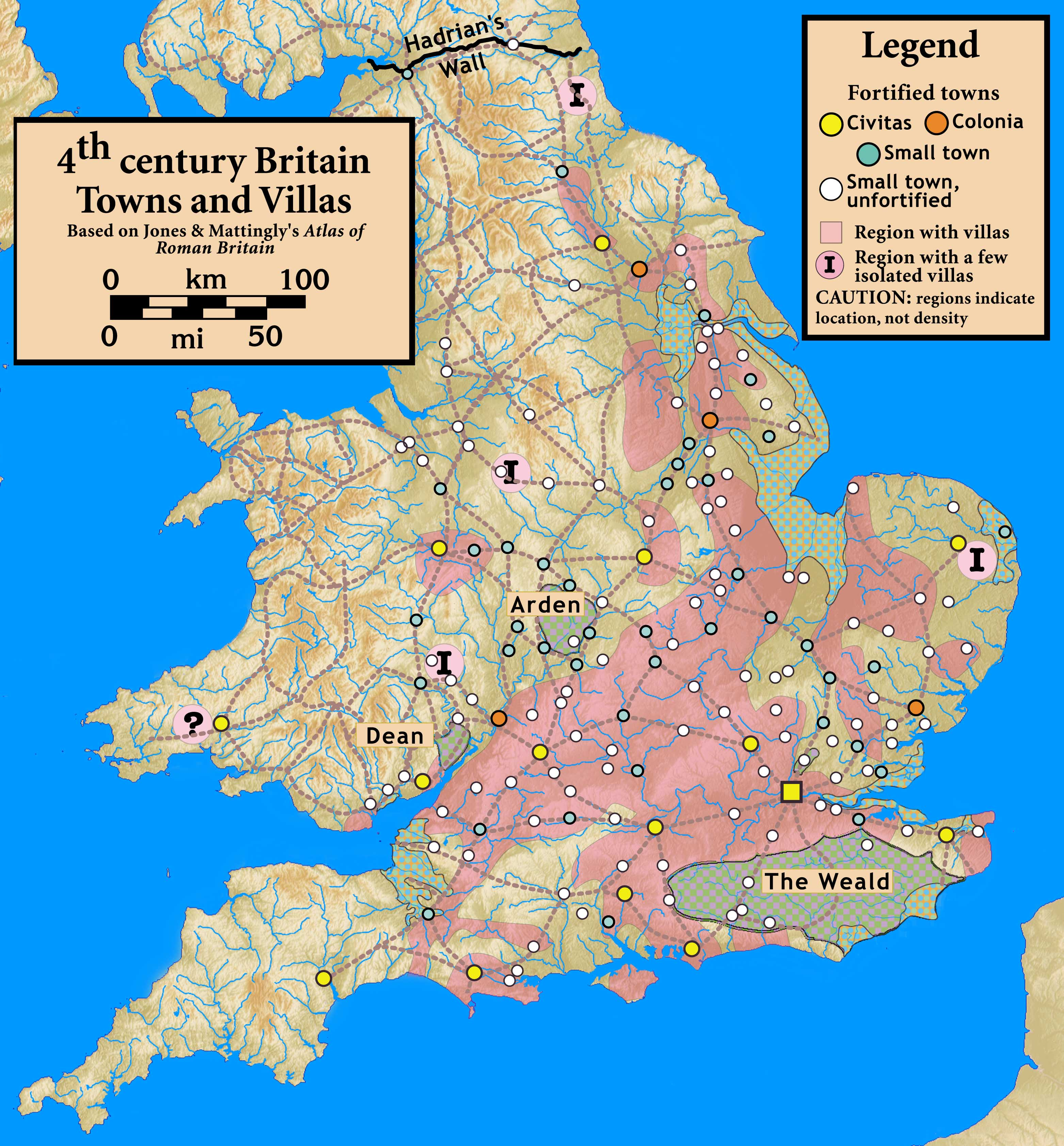
Le réseau urbain britto-romain à la fin du IVe siècle.
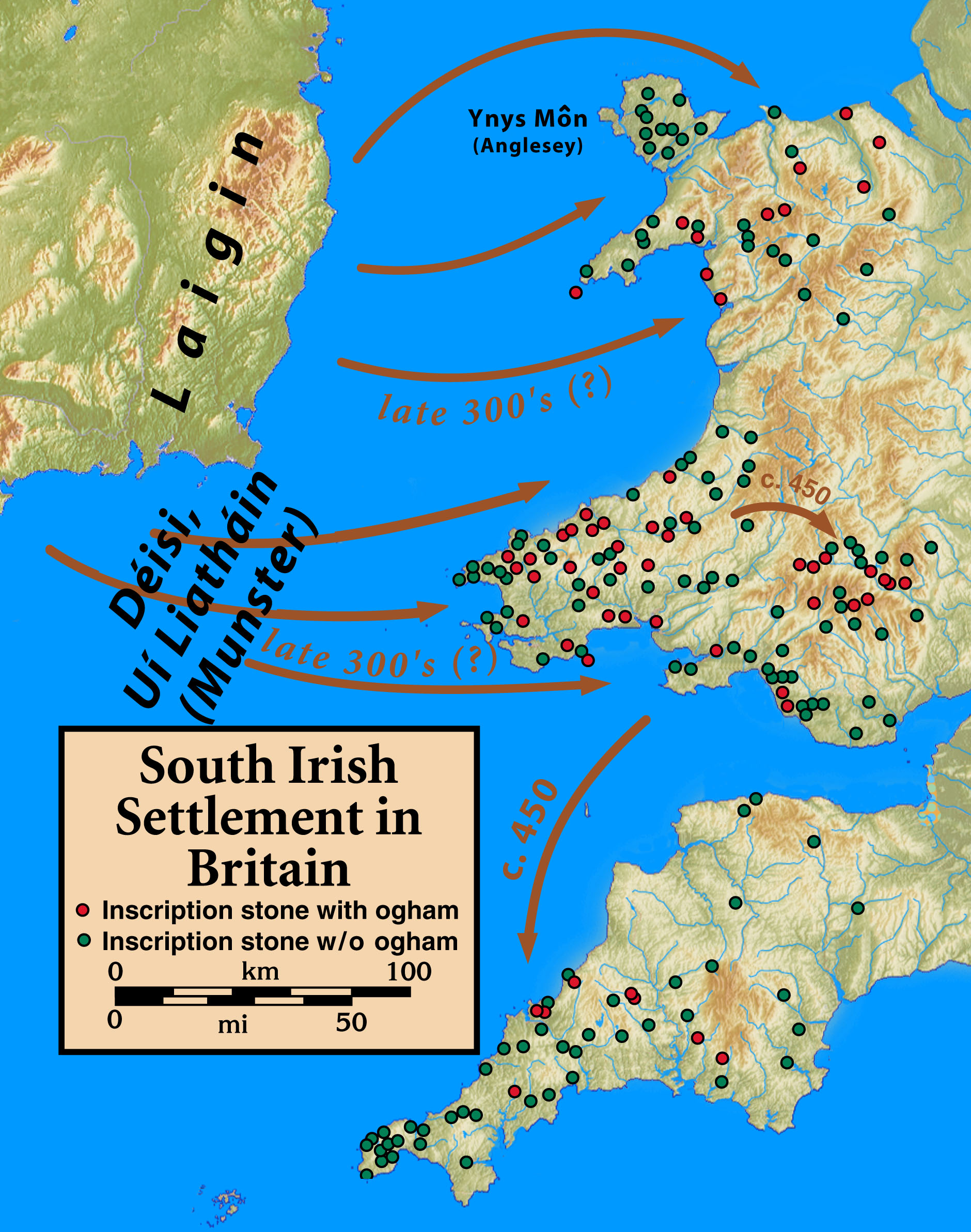
Migrations des Deisi, des Irlandais de Waterford, vers le Dyfed (IVe s.)
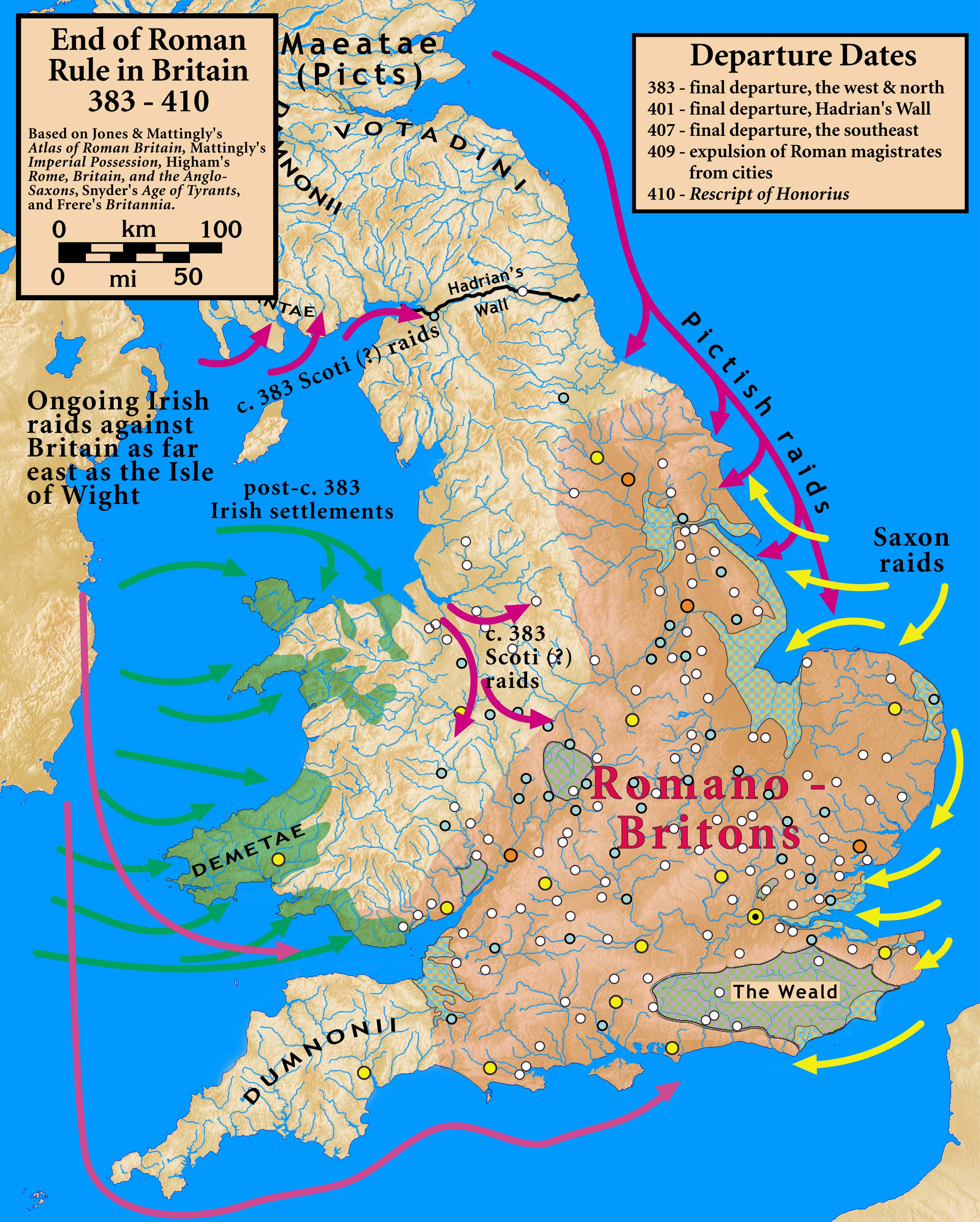
La Grande-Bretagne à la fin du IVe siècle.
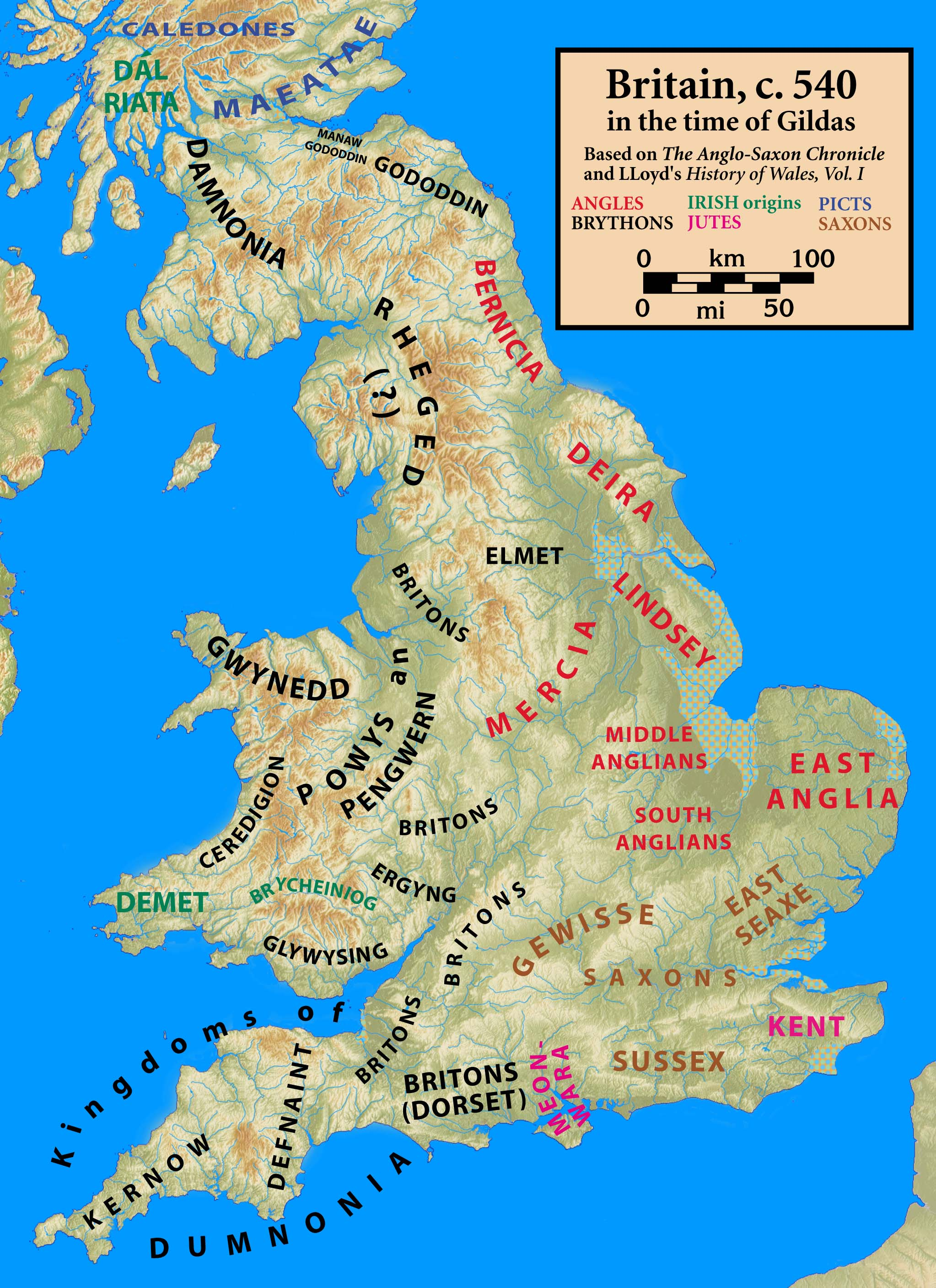
Les royaumes de Grande-Bretagne vers 540, à l'époque de Gildas.

## Les migrations anglo-saxonnes
|  |  |  |  |  |
|  |  |  |  |  |

D'après Gildas, les Anglo-Saxons sont invités en Grande-Bretagne par les rois bretons afin de lutter contre les raids des Pictes et des Scots. Les mercenaires saxons finissent par se retourner contre les Bretons et piller leurs villes. Le chef breton Ambrosius Aurelianus les affronte dans une succession de batailles. Vers la fin du Ve siècle, les Bretons remportent la bataille du mont Badon, une victoire attribuée au roi Arthur dans les sources ultérieures (mais Gildas ne mentionne jamais ce nom). Elle marque le début d'une longue période de paix entre Bretons et Anglo-Saxons, dont la frontière semble s'établir approximativement le long d'une ligne reliant York à Bournemouth.
Les mouvements de population de la période post-romaine peuvent être expliqués par deux modèles différents : « déclin et immigration » ou bien « invasion et déplacement ». Les historiens ont longtemps considéré que les Anglo-Saxons sont arrivés en Grande-Bretagne en masse, refoulant vers l'ouest les populations bretonnes. Cette théorie s'appuie sur les sources écrites, qui présentent l'arrivée des Anglo-Saxons comme un événement violent, ainsi que sur la toponymie. Elle est particulièrement séduisante pour les historiens anglais qui considèrent que l'Angleterre se distingue du reste de l'Europe par sa monarchie aux pouvoirs limités et son amour de la liberté, deux particularités qu'elle aurait hérité des Anglo-Saxons.
Cette vision traditionnelle est battue en brèche depuis les années 1990. Les historiens considèrent désormais que les Anglo-Saxons sont arrivés en nombres plus réduits et qu'ils n'ont pas refoulé les Bretons vers l'ouest. Ce petit nombre d'immigrants aurait constitué une nouvelle élite qui aurait remplacé les élites britto-romaines en place, et à laquelle la population locale se serait progressivement acculturée. Certaines tombes « saxonnes » pourraient donc être en réalité celles de Bretons acculturés. La question reste cependant débattue,.
La paléogénétique montre, elle, une migration substantielle à grande échelle à travers la mer du Nord vers la Grande-Bretagne au début du Moyen Âge : ainsi, si dans les anciennes populations des îles Britanniques, la proportion d'ascendance venant du continent (Pays-Bas actuels, Allemagne du Nord et Danemark) est quasiment nulle à l'Âge du Fer, elle augmente à environ 15 % pendant la période romaine, pour atteindre 76 % dans l'est de l'Angleterre pendant la période médiévale ancienne. Cette migration importante concerne aussi bien les hommes que les femmes. Les chercheurs observent par ailleurs que les individus, notamment chez les femmes, à forte proportion d'ascendance anglo-saxonne ont en général un mobilier archéologique plus riche que ceux à forte proportion d'ascendance locale. 
La deuxième moitié du VIe siècle voit une reprise de l'expansion anglo-saxonne. La Chronique anglo-saxonne rapporte la conquête de Salisbury par les Saxons de l'Ouest en 552 et leur victoire à la bataille de Dyrham en 577, mais sa valeur historique pour cette période reste débattue. Les historiens modernes considèrent parfois que la bataille de Dyrham marque le moment où les Bretons du pays de Galles sont définitivement séparés de ceux des Cornouailles et du Devon, de la même manière que la bataille de Chester, vers le milieu des années 610, sépare les Gallois des Bretons du Nord de l'Angleterre. Néanmoins, dans les années 570, les Bretons contrôlent toujours la moitié de l'ensemble formé par l'Angleterre et le pays de Galles.
Les principaux peuples Anglo-Saxons sont les suivants :
- les Angles de l'Est (Norfolk et Suffolk) ;
- les Angles du Milieu (Cambridgeshire) ;
- les Berniciens (Northumberland), qui succède au royaume breton de Bryneich (Bernicie) ;
- les Deiriens (Yorkshire) ;
- les Gewissae (Oxfordshire) ;
- les Hwicce (Gloucestershire) ;
- les Kentiques ;
- les Merciens (Midlands)
- les Saxons de l'Est (Essex) ;
- les Saxons du Sud (Sussex).

## Situation religieuse

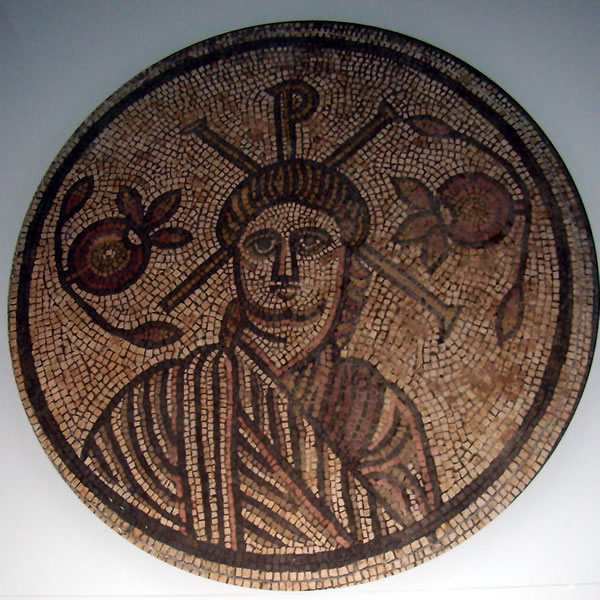
Image du Christ, mosaïque romaine de Hinton St Mary (Dorset), IIIe-Ve s.

Bien que l'Empire romain soit officiellement chrétien au début du Ve siècle, on trouve des traces de temples païens ruraux ayant été rénovés vers cette date dans l'Ouest de l'Angleterre. La plupart des temples d'Angleterre sont cependant remplacés par des églises. Dans le Nord, l'église de Whithorn aurait été fondée en 397 par saint Ninian, ce qui en ferait la plus ancienne d'Écosse. Les églises et monastères « celtiques » prospèrent durant la période post-romaine dans les régions contrôlées par les Bretons, et de nombreux cimetières romains restent en usage, comme celui de Cannington dans le Somerset. En revanche, les Anglo-Saxons sont païens, ce qui est une source de tension supplémentaire entre les deux cultures. Leur christianisation ne débute qu'à la toute fin du VIe siècle avec l'arrivée de la mission grégorienne dans le Kent.
La hiérarchie chrétienne bretonne reste en contact avec la papauté durant la première moitié du Ve siècle. En 429, le diacre breton Palladius sollicite son aide pour lutter contre l'hérésie pélagienne. Le pape lui envoie deux évêques, Germain d'Auxerre et Loup de Troyes. Le premier aurait visité la Grande-Bretagne une deuxième fois quelque temps après,. En 455, un évêque breton participe à un synode en Gaule.

## Questions démographiques
La Grande-Bretagne pourrait avoir perdu entre 1,5 et 3 millions d'habitants après la période romaine, en raison de possibles changements climatiques, puis d'épidémies de peste et de variole (cette maladie se propage de l'Inde vers Europe vers le début du VIIe siècle). La peste de Justinien se déclare dans le bassin méditerranéen en 541 et atteint les îles Britanniques quelques années plus tard. Cette épidémie aurait tué 100 millions de personnes à travers le monde, contribuant à la division par deux de la population européenne entre 550 et 700.
Le rôle de l'immigration anglo-saxonne reste débattu. Les études effectuées en 2002 par Michael Weale et al. sur le chromosome Y de la population britannique suggèrent que l'héritage génétique anglo-saxon est d'une importance très supérieure à ce que les estimations du nombre d'immigrants pourrait laisser supposer, même dans l'hypothèse d'une migration de masse. Une étude propose d'expliquer ce fait par une limitation des mariages entre Bretons et Anglo-Saxons. Cette « théorie de l'apartheid » a suscité de nombreuses critiques dans la communauté scientifique,. Stephen Oppenheimer et Bryan Sykes proposent des théories alternatives selon lesquelles la part des Anglo-Saxons dans l'héritage génétique britannique n'est pas centrale.